# The House in Fata Morgana
The House in Fata Morgana  est un jeu de type visual novel développé par Novectacle. Il a été publié pour Microsoft Windows et iOS par Novectacle entre 2012 et 2014 au Japon puis publié par MangaGamer en 2016 à l'international en anglais. C'est le 3 juin 2019 que la version française du jeu est publié par MangaGamer. Une version Nintendo 3DS a également été publiée par FuRyu en 2016, et une version PlayStation Vita a été publiée par Dramatic Create en 2017 au Japon. La version PlayStation Vita est sortie en dehors du Japon avec le texte en Anglais sous l'intitulé « The House in Fata Morgana - Dreams of the Revenants Edition » sur PlayStation 4 et PlayStation Vita en 2019 puis sur Nintendo Switch en 2021 par Limited Run Games. En plus du jeu d'origine, cette version contient la préquelle du jeu « The House in Fata Morgana: A Requiem for Innocence », une suite exclusive nommé « The House in Fata Morgana: Reincarnation » et une collection d'histoires courtes. 

## Trame
The House in Fata Morgana est un visual novel qui se situe dans un manoir où le personnage principal se réveille en étant amnésique. Il y rencontre une servante qui lui propose de visiter le manoir à différentes périodes temporelles - 1603, 1707, 1869 et 1099 - afin d'en apprendre plus sur ce qui est arrivé aux différents résidents du manoir dans le passé et ainsi faire en sorte que le personnage retrouve ses souvenirs.

## Développement
Le jeu a été développé par Novectacle. Le scénario a été écrit par Keika Hanada et les visuels ont été dessinés par l'artiste Moyataro. Les développeurs n'ont pas visé une cible particulière, ils ont juste voulu faire un jeu pour les joueurs qui aiment les histoires. Hanada a passé plus d'un an à écrire le scénario. Il a été principalement influencé par les livres de Tanith Lee et deux films : Millennium Actress (2001) et Nos meilleures années (2003). Pour éviter que le texte ne distraie le joueur de l'histoire, il a été écrit principalement en japonais moderne, avec peu d'utilisation de discours archaïques. Pour donner au jeu un caractère unique, Moyataro a utilisé des couleurs et des ombres vives, afin de dépeindre une « beauté plus réelle » par rapport au style d'animation japonais « mignon » commun aux visual novels japonais. Un autre aspect très important du jeu est sa musique : plus de la moitié des chansons sont des pistes vocales. Ce choix est destiné à donner au joueur une impression d'assister à une pièce de théâtre avec quelqu'un qui chante en fond. Cinq compositeurs ont travaillé sur la musique et ont écrit 65 pistes différentes.

## Bande sonore
The House in Fata Morgana Original Soundtrack est un album qui contient la bande originale de The House in Fata Morgana. Il a été publié le 3 mai 2013. L'album est une compilation créée par cinq artistes différents : Mellok'n, Takaki Moriya, Gao, Yusuke Tsutsumi et Aikawa Razuna. Il comprend toutes les musiques du jeu (65 pistes) ainsi que 3 pistes exclusives. 

### Liste des pistes
| 1.  | The House in Fata Morgana | Mellok'n      | 5:58 |
| 2.  | The Maid (Effected)       | Mellok'n      | 1:40 |
| 3.  | The Maid (Piano)          | Mellok'n      | 2:00 |
| 4.  | Ephemera                  | Mellok'n      | 2:49 |
| 5.  | Cetonilinae               | Mellok'n      | 1:04 |
| 6.  | Petalouda                 | Mellok'n      | 2:33 |
| 7.  | Luciole                   | Mellok'n      | 2:12 |
| 8.  | Odonata (Unrest)          | Mellok'n      | 2:06 |
| 9.  | Odonata                   | Mellok'n      | 2:13 |
| 10. | Tarantula                 | Mellok'n      | 2:10 |
| 11. | Muscomorpha               | Mellok'n      | 3:55 |
| 12. | Labirintia                | Mellok'n      | 3:22 |
| 13. | Acherontia Styx           | Mellok'n      | 4:39 |
| 14. | Vulpe                     | Mellok'n      | 1:23 |
| 15. | Huaina                    | Mellok'n      | 2:39 |
| 16. | Mephitis                  | Mellok'n      | 2:49 |
| 17. | Mogera                    | Mellok'n      | 2:33 |
| 18. | Comical                   | Mellok'n      | 1:02 |
| 19. | Skia Oura                 | Mellok'n      | 3:35 |
| 20. | Delphinas                 | Mellok'n      | 3:35 |
| 21. | Fugitive Dust             | Mellok'n      | 1:42 |
| 22. | Fecha Me                  | Gao           | 6:37 |
| 23. | Ciao Carina               | Takaki Moriya | 2:05 |
| 24. | Dammi una Sigaretta       | Takaki Moriya | 3:46 |
| 25. | La Meglio Gioventù        | Takaki Moriya | 3:09 |

| 1.  | La Realtà Nella Nebbia | Takaki Moriya | 4:10 |
| 2.  | The Past               | Takaki Moriya | 2:50 |
| 3.  | The Past (Harp Ver.)   | Takaki Moriya | 3:11 |
| 4.  | Bianco o Nero          | Takaki Moriya | 3:20 |
| 5.  | Dirà "Minchia!"        | Takaki Moriya | 4:23 |
| 6.  | Murk                   | Takaki Moriya | 2:12 |
| 7.  | Morgana's Curse        | Takaki Moriya | 3:07 |
| 8.  | Cidade                 | Gao           | 3:51 |
| 9.  | Assento Dele           | Gao           | 3:12 |
| 10. | Olhos na Sala Esculo   | Gao           | 2:46 |
| 11. | Manita                 | Gao           | 5:01 |
| 12. | Bad End                | Gao           | 2:18 |
| 13. | Necto Nédio            | Gao           | 5:08 |
| 14. | Planador               | Gao           | 4:02 |
| 15. | Sanctus                | Gao           | 6:05 |
| 16. | Fábula Escrita         | Gao           | 5:40 |
| 17. | Cicio                  | Gao           | 5:08 |
| 18. | Giselle                | Gao           | 5:01 |
| 19. | Serie de Fragmento     | Gao           | 4:55 |

| 1.  | The Bollinger House    | Yusuke Tsutsumi | 1:01 |
| 2.  | Girlhood in Shambles   | Yusuke Tsutsumi | 2:14 |
| 3.  | Springtime Tears       | Yusuke Tsutsumi | 3:40 |
| 4.  | Venomous Angel         | Yusuke Tsutsumi | 4:16 |
| 5.  | Hex                    | Yusuke Tsutsumi | 5:25 |
| 6.  | Hex (Youth Choir Ver.) | Yusuke Tsutsumi | 5:29 |
| 7.  | Don't Say "Adieu"      | Yusuke Tsutsumi | 5:01 |
| 8.  | Desolation             | Yusuke Tsutsumi | 1:43 |
| 9.  | This Mutilated Body    | Yusuke Tsutsumi | 6:10 |
| 10. | Portrait of White      | Yusuke Tsutsumi | 5:12 |
| 11. | Everybody's Crying     | Yusuke Tsutsumi | 7:43 |
| 12. | The March of Time      | Yusuke Tsutsumi | 4:36 |
| 13. | A Noble Death          | Yusuke Tsutsumi | 5:17 |
| 14. | Her Dying Voice        | Yusuke Tsutsumi | 6:00 |

| 1.  | Never Hold Me                       | Aikawa Razuna   | 3:30  |
| 2.  | Drown in the Gutter                 | Aikawa Razuna   | 2:54  |
| 3.  | Stay Here, My Weary                 | Aikawa Razuna   | 2:40  |
| 4.  | Close My World                      | Aikawa Razuna   | 3:44  |
| 5.  | Crowd by the Riverside              | Aikawa Razuna   | 2:20  |
| 6.  | Face Like a Mask                    | Yusuke Tsutsumi | 4:00  |
| 7.  | Michel Bollinger (Intro)            | Yusuke Tsutsumi | 1:41  |
| 8.  | Michel Bollinger                    | Yusuke Tsutsumi | 11:41 |
| 9.  | A Fleeting Fata Morgana             | Yusuke Tsutsumi | 11:25 |
| 10. | The Symphonic House in Fata Morgana | Takaki Moriya   | 16:08 |

## Adaptations
Une adaptation en manga, The House in Fata Morgana: Anata no Hitomi o Tozasu Monogatari, a été publié au japon par Akita Shoten en quatre volumes de 2015 à 2017, dont les trois derniers ont été publiés numériquement. Écrit par Hanada et dessinée par Kanemune, cette adaptation a également été publiée numériquement en anglais par Sekai Project. Le premier volume a été publié en novembre 2017 et le deuxième en février 2018.